# 39e gala des prix Félix
 Le 39e Gala des prix Félix, organisé par l'Association québécoise de l'industrie du disque, du spectacle et de la vidéo (ADISQ), s'est déroulé le 29 octobre 2017 et a récompensé les artistes québécois de la chanson. Il était animé par Louis-José Houde.

## Album de l'année (adulte contemporain)
- Finalistes : Pour Rosie (Valérie Carpentier), Autre monde (Luc de Larochellière), Encore un soir (Céline Dion), La Pluie entre nous (Catherine Durand), Univers parallèles (Damien Robitaille)
- Gagnant : Encore un soir (Céline Dion)

## Album de l'année (pop)
- Finalistes : Paloma (Daniel Bélanger), Almanach (Patrice Michaud), Nos eldorados (Alex Nevsky), Noir Eden (Peter Peter), Le Temps des vivants (Vincent Vallières)
- Gagnant : Paloma (Daniel Bélanger)

## Album de l'année (rock)
- Finalistes : Frego (Caravane), Rencontrer Looloo (Chocolat), Brûlensemble (Gazoline), Désavantage numérique (les Dales Hawerchuk), Mort de rire (Les Taverneux)
- Gagnant : Rencontrer Looloo (Chocolat)

## Album ou DVD de l'année (humour)
- Finalistes : Rechargé (Rachid Badouri), François de Bellefeuille (François Bellefeuille), Les Appendices chantent les chansons de la saison 9, qui sont moins longues que de lire le titre de l'album (les Appendices), Événement JMP vol. 2 (2011-2013) (Jean-Marc Parent), Un peu de princesse (Stéphane Rousseau)
- Gagnant: François Bellefeuille (François Bellefeuille)

## Album de l'année (folk)
- Finalistes : Effets spéciaux (Avec pas d'casque), Rites de passage (Émile Bilodeau), La Grande Nuit vidéo (Philippe B, Les Temps sauvages (Alexandre Poulin), Fleur (Saratoga)
- Gagnant : Effets spéciaux (Avec pas d'casque)

## Album de l'année (country)
- Finalistes : Cœur sédentaire (Cindy Bédard), Dépanneur Pierrette (Sara Dufour), La Clé du bonheur (Sylvain Garneau, Elle sait (Gabrielle Goulet), Vers le mur (Mario Peluso et les Hobos Hurleurs)
- Gagnant : La Clé du bonheur (Sylvain Garneau)

## Album de l'année (meilleur vendeur)
- Finalistes : Nous autres (2Frères), Paloma (Daniel Bélanger), Encore un soir (Céline Dion), L'Heptade (Harmonium), Agnus Dei (Mario Pelchat et les prêtres)
- Gagnant : Encore un soir (Céline Dion)

## Auteur ou compositeur de l'année
- Finalistes : Alaclair Ensemble, Avec pas d'casque, Daniel Bélanger, Klô Pelgag, Peter Peter
- Gagnant : Klô Pelgag

## Chanson de l'année
- Finalistes : Il y a tant à faire (Daniel Bélanger), Tu ne sauras jamais (Ludovick Bourgeois), Les Échardes (Charlotte Cardin), Encore un soir (Céline Dion), Oiseau (Fred Fortin), Marine marchande (Les Cowboys fringants), Fais-moi un show de boucane (Les sœurs Boulay), Kamikaze (Patrice Michaud), Polaroid (Alex Nevsky), Tout me ramène à toi (Roch Voisine)
- Gagnant: Kamikaze (Patrice Michaud)

## Groupe de l'année
- Finalistes : 2Frères, Les Cowboys fringants, Les sœurs Boulay, Les Trois Accords, Marie-Ève Janvier et Jean-François Breau
- Gagnant : Les sœurs Boulay

## Interprète féminine de l'année
- Finalistes : Valérie Carpentier, Céline Dion, Ariane Moffatt, Safia Nolin, Klô Pelgag
- Gagnant : Safia Nolin

## Interprète masculin de l'année
- Finalistes : Daniel Bélanger, Koriass, Patrice Michaud, Alex Nevsky, Vincent Vallières
- Gagnant : Patrice Michaud

## Révélation de l'année
- Finalistes : Émile Bilodeau, Alexe Gaudreault, KNLO, Samuele, Saratoga
- Gagnant : Émile Bilodeau

## Artiste de la francophonie s'étant le plus illustré au Québec
- Finalistes : Patrick Bruel, Francis Cabrel, Julien Doré, Jain, Zaz
- Gagnant : Zaz

## Artiste québécois s'étant le plus illustré hors Québec
- Finalistes : Cœur de pirate, Leonard Cohen, Klô Pelgag, Peter Peter, Charles Richard-Hamelin
- Gagnant : Leonard Cohen

## Spectacle de l'année (auteur-compositeur-interprète)
- Finalistes : Paloma (Daniel Bélanger, L'Ostidtour (Koriass, Alaclair Ensemble et Brown), 4488 de l'amour (les sœurs Boulay), Almanach (Patrice Michaud), Les Nouveaux Horizons (Richard Séguin)
- Gagnant : Paloma (Daniel Bélanger)

## Spectacle de l'année (interprète)
- Finalistes : Frères (2Frères), Mary Poppins – La comédie musicale (artistes variés), 60 ans de bonheur avec vous (Michel Louvain, Nous (Renée Martel et Patrick Norman, Quatre (Tocadéo)
- Gagnant : Mary Poppins – La comédie musicale (artistes variés)

## Spectacle de l'année (humour)
- Finalistes : Imparfait (Alexandre Barrette, Assume (Fabien Cloutier), Le Goût du risque (Pierre Hébert), Tout court (Simon Leblanc), Ferme ta gueule (Mariana Mazza)
- Gagnant : Femme ta gueule (Mariana Mazza)

## Vidéoclip de l'année
- Finalistes : Ça que c'lait (Alaclair Ensemble), Peace and Love (Manu Militari), Derviches tourneurs (Avec pas d'casque), Ah ouin (Chocolat), Oiseau (Fred Fortin), Technicolor (Safia Nolin
- Gagnant: Ça que c'lait (Alaclair Ensemble)

## Félix honorifique
- Leonard Cohen